# Folkert Potrykus
Folkert Potrykus (* 25. August 1900 in Geestemünde; † 8. März 1971 in Bremerhaven) war ein deutscher Politiker (KPD) und Widerstandskämpfer gegen den Nationalsozialismus.

## Biografie
Potrykus war der Sohn eines Werftarbeiters. Er begann 1915 mit einer Lehre als Dreher bei der Werft  Tecklenborg in Bremerhaven. Er wurde Mitglied der Gewerkschaften, der Sozialistischen Arbeiter-Jugend (SAJ), sowie im Dezember 1918 des Spartakusbundes, einer Vereinigung von marxistischen Sozialisten in Deutschland, aus der 1919 die Kommunistische Partei Deutschlands (KPD) hervorging.
1919 kämpfte er erfolglos für die Bremer Räterepublik. Ab 1925 war er Expedient und später Redakteur der kommunistischen Arbeiter-Zeitung in Bremen. Mehrfach musste er sich wegen seiner Artikel vor Gericht verantworten.
Nach der Machtübernahme durch die Nationalsozialisten gab er die illegale Kleine Arbeiter-Zeitung heraus. Im Februar 1933 hielt er in den Central-Hallen in Bremen eine Rede zum Gedenken an den Kampf für die Räterepublik in Bremen. Die Polizei schloss die Versammlung mit Gewalt. Gemeinsam mit KPD- und SPD-Anhängern organisierte er beim Focke-Museum den Selbstschutz ihrer Einrichtungen wie Konsumläden und Distriktbüros und sie verjagten die Schlägertrupps der SA.
Von der Gestapo wurde er im Oktober 1933 verhaftet. In der Karlsburg musste er die Folterungen der SA überstehen. Im Juli 1934 wurde er vom Oberlandesgericht Hamm wegen Vorbereitung zum Hochverrat zu zwei Jahren Zuchthaus verurteilt. Er war anschließend in Herford, im KZ Esterwegen und von 1935 bis 1938 im KZ Sachsenhausen bei Oranienburg inhaftiert. Danach war er als Dreher bei der Unterweserwerft in Bremerhaven tätig. In dieser Zeit erfolgten weitere sechs Festnahmen.
Nach dem Zweiten Weltkrieg blieb Potrykus in der KPD und der Gewerkschaft aktiv. Er wurde zum führenden Mann der KPD in Bremerhaven und war zeitweise Erster Sekretär der Kreisleitung. Er wurde Mitglied im vorläufigen Stadtrat und war vom 12. Oktober 1947 bis 1955 Mitglied der Bremerhavener Stadtverordnetenversammlung; bis 1951 war er dort Fraktionsvorsitzender der KPD.
1950 hatte Potrykus erste innerparteiliche Konflikte zu überstehen. Er wurde „wegen seiner politischen Unklarheiten und seines, die Entwicklung der Partei hemmenden parteischädigenden Verhaltens“ vom Sekretariat der KPD gerügt; ihm wurde „parteifeindliches, trotzkistisches“ Verhalten unterstellt. Er übte Selbstkritik und blieb deshalb Kandidat für die anstehende Wahl der Stadtverordnetenversammlung. Bei der Wahl musste die KPD in Bremerhaven starke Stimmenverluste hinnehmen. Das Landessekretariat beschloss, dass Potrykus auf sein Mandat verzichten solle, da sein Verhalten „nicht geeignet ist, die Arbeit der Partei zu fördern“. Er weigerte sich, dem Beschluss des Sekretariats nachzukommen.
Zwischen März und November 1951 erfolgten in der KPD eine Reihe von Veränderungen: Rudolf Rafoth als KPD-Fraktionsvorsitzender der Bremer Bürgerschaft wurde abgesetzt; Rafoth, Potrykus (im November 1951), Reinhold und Käthe Popall aus der Partei ausgeschlossen. Seine „Disziplinlosigkeiten“ seien Ausdruck dafür, dass er „mit der Partei nicht mehr verbunden“ sei, da er „nicht entschieden für die Sowjetunion und für die Deutsche Demokratische Republik eintrete“. Verlauf und Methode der Säuberung der Partei mit der Ausschaltung inneren Opposition hatten erhebliche Auswirkungen für die KPD und ihr Ansehen in der Bevölkerung. In Bremerhaven führte der Ausschluss des an der Basis hochangesehenen und langjährigen Kommunisten Potrykus zu zahlreichen Protesten und Austritten. Nach 1951 schloss sich Potrykus er Gruppe Arbeiterpolitik an.

## Ehrungen
Die Folkert-Potrykus-Straße in Bremerhaven-Mitte wurde nach ihm benannt.